# 宿根亚麻
宿根亚麻（学名：Linum perenne）为亚麻科亚麻属下的一个种。